# Телушков Сергій Валерійович
Сергі́й Вале́рійович Телушков — старший лейтенант, командир механізованої роти 1 ОТБр Збройних сил України.

## Біографія
З п'яти років мріяв стати офіцером.
Після закінчення Чернігівського вищого військового авіаційного училища льотчиків вступив до Національної академії сухопутних військ імені гетьмана Петра Сагайдачного, отримав звання офіцера та спеціальність «Управління діями механізованих підрозділів».
2019 року, вибираючи частину, де можна служити, обрав 1-шу окрему танкову бригаду. Був найкращим спортсменом бригади.
Потім почалася служба в зоні АТО/ООС в Донецькій та Луганській областях, були осколкові поранення та контузія.
25 лютого 2022 року, у віці 24 років, загинув у бою з російськими окупантами поміж селами Рівнопілля та Халявин, де підрозділи 1 ОТБр зустрічали колону ворожих танків. У бойову машину, на який зверху перебував Сергій, прийшовся удар. Вибухом його відкинуло на 30 метрів, а уламки поранили життєво важливі органи.

## Нагороди
- орден Богдана Хмельницького III ступеня (2022, посмертно) — за особисту мужність і самовіддані дії, виявлені у захисті державного суверенітету та територіальної цілісності України, вірність військовій присязі.
- Нагрудний знак «За досягнення у військовій службі» II ступеня
- Медаль «Захиснику Батьківщини»
- Нагрудний знак «Козацький хрест» ІІ ступеня
- Нагрудний знак «Козацький хрест» ІІІ ступеня
- Медаль «За оборону Чернігова»